# Zyginopsis rewana
Zyginopsis rewana är en insektsart som först beskrevs av George Willis Kirkaldy 1907.  Zyginopsis rewana ingår i släktet Zyginopsis och familjen dvärgstritar.
Artens utbredningsområde är Fiji. Inga underarter finns listade i Catalogue of Life.